# Bessam
Cheikh El Khalil Moulaye Ahmed - em árabe, شيخ مولاي أحمد (Zouérat, 4 de dezembro de 1987), conhecido apenas por Bessam, é um futebolista mauritano que atua como zagueiro. Atualmente defende o FC Nouadhibou e a Seleção Mauritana.

## Carreira em clubes
Revelado pelo ACS Ksar em 2010, Bessam defendeu também JS Kabylie, CS Constantine, Al Ansar, Al Ahly Tripoli, FC Nouadhibou, AS Gabès e Al-Khaleej, voltando ao Nouadhibou em 2020.

## Seleção Mauritana
A estreia de Bessam pela Seleção Mauritana foi em março de 2013, contra o Senegal, em partida válida pelas eliminatórias da Copa de 2014. Seu primeiro gol pelos Mourabitounes foi também sobre os Leões da Teranga, em julho do mesmo ano.
É o maior artilheiro da história da Seleção Mauritana, com 13 gols marcados - Moçambique, Gabão e Gâmbia são as seleções que mais levaram gols do atacante (duas vezes cada).

## Títulos
Al Ansar
- Copa do Líbano: 2016–17

FC Nouadhibou
- Campeonato Mauritano: 2020–21, 2021–22, 2022–23